# North American B-45 Tornado
Норт Америкэн B-45 «Торнадо» (англ. North American B-45 Tornado) — ранний американский реактивный стратегический бомбардировщик разработанный и производившийся авиастроительной компанией North American Aviation в 40-е — 50-е годы. Его отличает то, что он был первым действующим бомбардировщиком с реактивным двигателем, введенным в строй ВВС США, а также был первым многомоторным реактивным бомбардировщиком в мире, выполнившим дозаправку в воздухе.
B-45 появился по инициативе Военного ведомства США, которое, во время Второй мировой войны объявило конкурс на разработку бомбардировщика с реактивным двигателем, не уступающим реактивным бомбардировщикам Нацистской Германии, таким как Arado Ar 234 Blitz. После конкурсного обзора представленных вариантов, Военное ведомство выдало контракт компании North American на развитие предложенного варианта, которому дали название NA-130; 8 сентября 1944 началась работа по постройке трёх прототипов. Однако, программа была отложена по причине послевоенного сокращения оборонного бюджета, но снова обрела важность из-за растущей напряженности между США и Советским Союзом. 2 января 1947 North American получила контракт на производство бомбардировщика, который был обозначен как B-45A. 17 марта 1947 был выполнен первый полет одного из прототипов.
Вскоре после ввода в строй 22 апреля 1948, пилоты ранних B-45 были обеспокоены техническими неполадками, в особенности низким уровнем надежности двигателей. ВВС решили, что этот самолёт можно с пользой применять в Корейской войне; B-45 на этой войне применялся как для бомбардировок, так и воздушной разведки.
4 декабря 1950 произошел первый успешный перехват реактивного бомбардировщика реактивным истребителем, когда RB-45C был сбит советским МиГ-15 над Китаем.
В начале 1950-х, 40 B-45 были сильно модифицированы для возможности вооружения их ядерными оружием; для этих целей были улучшены их защитные системы и увеличены топливные баки для увеличения живучести и дальности.
Бомбардировщик B-45 и разведчик RB-45 в большом количестве служили в Стратегическом командовании ВВС США с 1950 до 1959 гг.; ВВС отозвали последние экземпляры в пользу более продвинутого Convair B-58 Hustler, раннего сверхзвукового бомбардировщика.
В лучшие свои годы B-45 стал важным элементом стратегии обороны США, выполняя в течение нескольких лет в начале 1950-х стратегически важную миссию ядерного сдерживания, после которых «Торнадо» был быстро заменен на больший по размерам и вместительности Boeing B-47 Stratojet.
«Торнадо» был также принят в Королевских ВВС Британии и действовал с баз в Британии, где неоднократно использовался для пролётов над Советским Союзом в различных разведывательных миссиях. Королевские ВВС эксплуатировали B-45 до принятия в строй бомбардировщиков собственной разработки, поначалу это был Инглиш Электрик Канберра.

## Разработка

### Предпосылки
Создание того, что стало бомбардировщиком B-45, было стимулировано запросом, выданным Военным ведомством США во время Второй мировой войны. В тот период постоянно появлялись новые авиационные технологии, и США стремились не отставать от последних достижений и применять их в своих вооруженных силах. Будучи встревоженным появлением в Германии реактивных бомбардировщиков, таких как Арадо Ar 234, Военное ведомство США выдало запрос на разработку и создание нового семейства реактивных бомбардировщиков. В октябре 1944 Воздушные силы Армии США (United States Army Air Forces) выдали список требований к этому бомбардировщику; 17 ноября 1944 этому способствовал выпуск официального требования о необходимости выпуска такого самолёта за пределами Германии.
Требования включали в себя больше, чем просто применение реактивных двигателей; самолёт должен был обладать общим весом от 80,000 фунтов (36,287 кг) до 200,000 фунтов (90,718 кг), что, с точки зрения веса, по тем временам, делало бы его легким бомбардировщиком (light bomber). North American Aviation решили разработать собственный вариант, которому дали внутреннее обозначение NA-130. Этот вариант, который был среди конкурентных предложений других фирм, был одобрен приказом правительства. 8 сентября 1944 компания начала производство трёх прототипов на основе NA-130. По мнению историков авиации Билла Ганстона (Bill Gunston) и Питера Гилкриста (Peter Gilchrist), NA-130 рассматривался как «обычный бомбардировщик на который были установлены реактивные двигатели…первый в мире эффективный реактивный бомбардировщик, случай нужного самолёта в нужное время».
Окончание войны вскоре привело к отмене одних, и к задержке других проектов. В 1946 растущее напряжение между с Советским Союзом вынудило Воздушные силы Армии США присвоить высший приоритет программе разработки и производства реактивных бомбардировщиков. Середина 1946, XB-45 и его соперник ConvairXB-46 были почти завершены; в то время как Boeing B-47 Stratojet и Martin XB-48 находились лишь в стадии разработки и было признано что на них уйдет ещё не меньше двух лет. Таким образом Воздушные силы Армии США выбрали первые две разработки. B-45 доказал превосходство разработки; а именно, работа над проектом была на более продвинутой стадии чем у соперников, а также было признано что проект окажется дешевле. В результате 2 января 1947, был подписан контракт о немедленном производстве B-45. Ранние самолёты в зависимости от оборудования объединили в 5 групп легких бомбардировщиков и 3 группы легких разведчиков. Несмотря на бесспорное доверие, B-45 обычно рассматривался немного больше чем временный самолёт, потому что более продвинутые разработки, а именно B-47, требовали большего времени для создания.

### Первый полёт
По завершении постройки первого прототипа на предприятии North American в Инглвуде (Inglewood), он был доставлен наземным путём в разобранном виде на базу ВВС Мюрок (Muroc Field), где был снова собран и подготовлен к лётным испытаниям. 17 марта 1947, первый прототип, пилотируемый Джорджем Кребсом (George Krebs) и Полом Брюэром (Paul Brewer) провёл свой первый полёт. Ганстон и Гилкрист заметили что программа лётных испытаний была полна технических проблем и неудач, самым драматичным из которых была потеря первого прототипа, погибли два пилота; несмотря на эти проблемы, из-за политического давления на программу, был срочно доставлен следующий прототип, работы продолжились в бешеном темпе, чтобы произвести пригодный к службе самолёт. Впрочем, развитие и лётные испытания конкурентного B-47 показали в основном положительные результаты, и эти новости ставили производство самолёта под вопрос; необходимость и будущее B-45 становились всё более неопределёнными. В середине 1948, Штаб ВВС (U.S. Air Staff) открыто поставил под сомнение его ценность; вскоре после этого бюджет Президента Трумэна урезал расходы ВВС, что привело к решению сократить производство B-45 до 142 летательных аппаратов.
В 1950, дальнейшие сокращения бюджета вынудили Совет по авиации и вооружению (Aircraft and Weapons Board) отменить 51 из 190 заказанных самолётов. Об отмене этих 51 самолёта было объявлено 7 января 1949. 96 самолётов были поставлены с февраля 1948 по июнь 1949. Множество модификаций B-45х были предложены North American, некоторые из них были построены и введены в эксплуатацию. В то время как концептуальный B-45B, который был оборудован радиолокационной (radar-guided) системой управления огнём (fire control system), никогда не был заказан, более продвинутый B-45C пользовался спросом. Это вариант отличался усиленным корпусом, дополнительными баками на закоцовках крыла (tip tanks) для большей ёмкости топлива, и более мощными турбореактивными двигателями (turbojet) General Electric J47-13 (or −15), а также другими улучшениями; правда, из 43 заказанных, было построено 10, остальные 33 переделали в RB-45C. Пожалуй самой важной была модификация RB-45C, предназначенный для разведки, но без возможности бомбардировки. Таких было поставлено 33 единицы.
Позже B-45 был заменён на сверхзвуковой Convair B-58 Hustler.

## Эксплуатация

### Корейская война
Первые экипажи B-45 постоянно страдали от проблем с двигателем, которые наряду со многими другими незначительными недостатками, подорвали авторитет бомбардировщика. Однако, он восстановил большую часть доверия к себе, когда США решили вступить в Корейскую войну в 1950. В этой войне, B-45 доказал значимость как бомбардировочной, так и разведывательной версий самолёта. Массовое развёртывание ВС США для сражения на Корейском полуострове выявило уязвимость сил НАТО в Европе к возможному советскому нападению; понимание этого стало основным фактором, способствующим решению ВВС относительно судьбы B-45. Торнадо, как и большинство послевоенных бомбардировщиков, мог нести как ядерные, так и обычные бомбы. Развитие оружейных технологий привело к значительному уменьшению веса и размера ядерного арсенала США, что позволило таким небольшим самолётам, как B-45, наносить ядерные удары, хотя первоначально подобные миссии ограничивались применением тяжёлых бомбардировщиков. Внезапно, небольшой флот B-45х приобрёл значительную важность в качестве ядерного сдерживания.
4 декабря 1950 произошёл первый успешный перехват реактивного бомбардировщика реактивным истребителем, когда пилот МиГ-15 Александр Ф. Андриянов (Aleksandr F. Andrianov) сбил RB-45C в небе над Китаем.
Капитан Чарльз Макдонаф (Charles McDonough) был единственным в экипаже из четырёх человек, кто успел спрыгнуть с парашютом, хотя считается, что он был убит при задержании китайцами или русскими. Из-за военных действий, в которых США и Китай были на разных сторонах, а также по причине присущей деликатности, окружающей такие миссии, большая часть информации вокруг этого полёта и аналогичной разведывательной деятельности остаётся засекреченной.
Операция Fandango, иногда называемая операция Backbreaker, повлекла за собой изменение самолёта для выполнения ядерных миссий. К тому же, 40 B-45х были выделены под программу по оснащению новой системой защиты и дополнительными топливными баками. Несмотря на значительный проект изменений и продолжающиеся проблемы с ранними двигателями, B-45 в варианте носителя ядерного оружия уже в мае 1952 года начали прибывать в Великобританию и развертывание 40 самолётов было завершено в середине июня. Примерно в это же время RB-45 из 323-й эскадрильи стратегической разведки начали прибывать в Японию для совместных полётов с 91-й эскадрильей стратегической разведки, дополняя поршневые RB-29 времён Второй мировой войны, которые являлись лёгкой мишенью для северокорейских МиГов. RB-45-е снабжали ценной разведывательной информацией на протяжении оставшейся части Корейской войны, несмотря на ограниченное количество доступных самолётов.
RB-45-е выполнили множество дневных миссий до начала 1952, когда они были отменены в пользу ночных миссий, после того, как один самолёт получил тяжёлые повреждения от МиГ-15.

### После Корейской войны
Все 33 RB-45C были переданы 322, 323 и 324 эскадрильям стратегической разведки, которые были в составе 91 крыла стратегической разведки. RB-45C также выполнили несколько глубоких разведывательных миссий над СССР в середине 1950-х. 29 июля 1952, RB-45C совершил первый беспосадочный транстихоокеанский перелет, дважды дозаправившись в воздухе от KB-29. Майор Лу Каррингтон (Lou Carrington) и его экипаж из 91 крыла стратегической разведки перелетели из Аляски в Японию за 9 часов 50 минут, выиграв за их достижение Трофей Маккея (Mackay Trophy). В 1954 году в 91 крыле стратегической разведки, RB-45C были заменены на RB-47E. Эти самолёты перешли в 19 эскадрилью тактической разведки, где эксплуатировались до списания весной 1958.
К концу 1950-х все B-45 были сняты с вооружения, однако некоторые продолжали использоваться как испытательные самолёты до начала 1970-х.

### Операция Джиу-Джитсу (Operation Ju-jitsu)
Единственным государством помимо США, где использовались RB-45C, была Великобритания, где эксплуатировались специально созданными для этого экипажами в основном набранными из 35 и 115 эскадрилий Королевских ВВС. ВВС США из-за запрета Президентом США не могли летать над СССР не находясь в состоянии войны, а их союзники, расположенные ближе к европейскому театру военных действий, такую возможность имели. Однако, сменяющие друг друга лейбористские правительства в Великобритании, отказывали США в этом, пока Уинстон Черчилль и консерваторы не вернулись на Даунинг-стрит, и не создали атмосферу большего сотрудничества в области совместной разведки.
Как результат, в июле 1951, в ходе операции Джиу-Джитсу четыре самолёта RB-45C из 91 крыла стратегической разведки были перегнаны в Британию в форме «Рейса особого назначения, Скулторп», под началом командира эскадрильи Джона Крэмптона. На них была стёрта маркировка ВВС США и нанесена маркировка Королевских ВВС, 4 самолёта прикреплённых к американской эскадрилье базировались на авиабазе Королевских ВВС Скулторп, Норфолк, в восточной Англии. Эти самолёты использовались для глубоких разведывательных полётов над Советским Союзом для сбора радиотехнической и фотографической информации. «Рейсы особого назначения» проводились в период 1952—1954.
17 апреля 1952 три самолёта отправились к Киеву из Германии, по расписанию они должны были прибыть на базу Скулторп через 10 часов. На высоте 36,000 футов (11,000 м) самолёт Крэмптона был взят на сопровождение наземной РЛС, и попал под зенитный огонь. Используя полную мощность, он немедленно развернулся и направился в Германию до того, как советские ночные истребители успели взлететь и выследить его.
Последующие полёты над СССР выполнялись используя Инглиш Электрик Канберра под кодовым названием проект Робин, на больших высотах, примерно 54,000 футов (16,000 м).
Лишь в 1994 (по истечении «правила тридцати лет» из публичного акта 1958) существование шпионских миссий стало общеизвестным.

## Модификации

### XB-45
Первый полет XB-45 состоялся 17 марта 1947 с базы ВВС Мюрок. Три прототипа выполнили 131 испытательный полет, один из самолётов разбился, погибли два пилота.
ВВС приняли один из двух уцелевших прототипов 30 июля 1948, второй 31 августа. Один из них получил повреждения не подлежащие восстановлению. Последний XB-45 был доставлен на базу ВВС Райт-Паттерсон в 1949. Эти самолёты были очень сложны в обслуживании и использовались в качестве наземных тренажеров.
Построено 3 самолёта (45-59479 — 45-59481)

### B-45A
B-45A отличался от XB-45 улучшенными катапультируемыми креслами и оборудованием связи, автопилотом E-4 и навигационным радаром для бомбометания.
Первый серийный B-45 взлетел в феврале 1948, а уже в апреле ВВС приняли первые 22 самолёта. Самолёты оснащались турбореактивными двигателями J35 которые считались небоеспособными. Они использовались для обучения экипажей и различных испытательных программ. Следующая партия получила более мощные двигатели J47. Первые B-45A были введены в эксплуатацию в 47 бомбардировочную группу в ноябре 1948, заказ на 96 самолётов был выполнен в марте 1950.
Первые B-45A не оснащались системой управления бомбометанием или бомбовыми прицелами. Они страдали от отказов гирокомпаса на высоких скоростях, несанкционированных сбросов бомб, пожаров двигателей и неточных измерительных приборов кокпита. Радар бомбометания и навигации AN/APQ-24 на некоторых самолётах был сложен в обслуживании, а неисправности в системе наддува кабины ограничивали высоту на которой самолёт мог действовать.
55 B-45 в варианте носителей ядерного оружия прибыли в Великобританию в 1952. Они были оснащены дополнительным топливным баком в кормовом бомбовом отсеке емкостью 1,200 галлонов (4542 л). Несмотря на технические проблемы, они были первой линией в системе ядерного сдерживания Тактического командования ВВС США в Европе.
Построено 96 самолётов (47-001 — 47-097)
B-45A-1 47-001 — 47-022 (22 самолёта)
B-45A-5 47-023 — 47-096 (74 самолёта)
B-45A 47-097 для статических испытаний

### B-45B
B-45B представлял собой модификацию B-45A с улучшенным радаром и системой управления огнем. Не строился.

### B-45C
B-45C был первым в мире многомоторным реактивным бомбардировщиком в мире, осуществившим дозаправку в воздухе. Он нес два топливных бака по 1200 галлонов (4542 л.) на законцовках крыла, имел усиленный фонарь кабины, и оборудование для дозаправки в воздухе. Первый полет B-45C состоялся 3 мая 1949. Было построено всего 10 самолётов, а оставшиеся 33 в процессе сборки были переделаны в RB-45C.
Построено 10 самолётов (48-001 — 48-010)

### RB-45C
Последняя серийная модификация B-45. Вместо фонаря кабины бомбардира был установлен фотоаппарат для перспективной съёмки. RB-45C нес два внешних топливных бака по 214 галлонов (810 л) или две ракеты помощи при взлете перегруженного самолёта JATO. Мог нести до 12 камер в четырёх положениях, или одну камеру с фокусным расстоянием 100 дюймов (2,5 м). Первый полет RB-45C состоялся в апреле 1950, поставки производились с июня 1950 по октябрь 1951 года. Было построено 39 самолётов, из них 33 были переделаны из модификации B-45C.
Построено 39 самолётов (48-011 — 48-043)

## Операторы
Великобритания
- Королевские ВВС
  - 35 эскадрилья экипажи группировались специально для управления модификацией RB-45C.
  - 115 эскадрилья экипажи группировались специально для управления модификацией RB-45C

США
| Тактическое командование ВВС - 47 бомбардировочная группа (позже крыло), B-45A, 1949—1957 База ВВС Лэнгли, Вирджиния 1949—1952 База Королевских ВВС Скулторп, Англия, 1952—1957 84 бомбардировочная эскадрилья 85 бомбардировочная эскадрилья 86 бомбардировочная эскадрилья, 1949, 1954—1957 422 бомбардировочная эскадрилья, 1953—1954 86 бомбардировочная эскадрилья эксплуатируемая с базы Королевских ВВС Алконбери, Англия, 1955—1959 - 19 эскадрилья тактической разведки, RB-45C 1953—1957 9 воздушная армия ВВС (приписана к 363 крылу тактической разведки) База ВВС Шоу, Южная Каролина, 1953—1954 3-я воздушная армия ВВС (приписана к 47 бомбардировочному крылу) База Королевских ВВС Скулторп, Англия, 1954—1957 | Стратегическое командование ВВС - 91 группа стратегической разведки (позже крыло) B/RB-45C, 1950—1953 База ВВС Барксдейл, Луизиана, 1950—1951 База ВВС Локборн, Огайо, 1951—1953 322 эскадрилья стратегической разведки 323 эскадрилья стратегической разведки 324 эскадрилья стратегической разведки Примечание: эксплуатировались в основном с баз: Королевских ВВС Скулторп, Англия; ВВС Йокота и Джонсон, Япония (1950—1952) - 91 эскадрилья стратегической разведки, RB-45C, 1952—1954 5-я воздушная армия ВВС (приписана к дальневосточным ВВС) База ВВС Йокота, Япония (сражения в Корейской войне) Командование воздушной обороны - 4750 эскадрилья буксировщиков мишеней База ВВС Юма, Аризона, 1954—1957 |

## Тактико-технические характеристики
Приведённые характеристики соответствуют модификации B-45C:
Источник данных: Loftin, 1985; Knaack, 1988.

Технические характеристики
- Экипаж: 4 человека (пилот, второй пилот, бомбардир-навигатор, хвостовой пулеметчик)
- Длина: 23 м
- Размах крыла: 27,13 м
- Высота:
- Площадь крыла: 109,2 м²
- Коэффициент удлинения крыла: 6,74
- Угол стреловидности по линии 1/4 хорд: 0°
- Масса пустого: 22 210 кг
- Нормальная взлётная масса: 49 920 кг
- Максимальная взлётная масса: 51 240 кг
- Силовая установка: 4 × ТРД General Electric J47-GE-13
- Тяга: 4 × 23,13 кН
- Коэффициент лобового сопротивления при нулевой подъёмной силе: 0,016
- Эквивалентная площадь сопротивления: 1,75 м²

Лётные характеристики
- Максимальная скорость:  
  - на высоте: 922 км/ч (М=0,76) на высоте 9 900 м
  - у земли: 819 км/ч (М=0,75)
- Крейсерская скорость: 750 км/ч
- Скорость сваливания: 246 км/ч
- Боевой радиус: 1 622 км
- Перегоночная дальность: 3 904 км
- Практический потолок: 12 570 м
- Скороподъёмность: 23,11 м/с
- Нагрузка на крыло: 457,5 кг/м² (при максимальной взлётной массе)
- Тяговооружённость: 0,19 (при максимальной взлётной массе)
- Длина разбега: 2 100 м
- Аэродинамическое качество: 16,3

Вооружение
- Стрелково-пушечное: 2 × 12,7 мм пулемёта на хвостовой турели
- Боевая нагрузка:  
  - максимальная: 9 979 кг
  - нормальная: 4 536 кг
- Бомбы: свободнопадающие:
  - 1 × 9 980 кг Grand Slam
  - 1 × 5 443 кг Tall Boy
  - 2 × 1 814 кг
  - 4 × 907 кг
  - 14 × 454 кг
  - 27 × 227 кг